# Hochdorf (thị xã)
Huyện Hochdorf (tiếng Pháp: District du Hochdorf, tiếng Đức: Bezirk Hochdorf) là một huyện hành chính của Thụy Sĩ. Huyện này thuộc bang Bang Lucerne. Huyện Hochdorf có diện tích 177 km², dân số theo thống kê của cục thống kê Thụy Sĩ năm 1999 là 59970 người. Trung tâm của huyện đóng ở Hochdorf. Mã của huyện là 302.